# Ključ Hrvatske (politička stranka)
Ključ Hrvatske (prije Živi zid) bila je hrvatska politička stranka, izrasla iz aktivističkog pokreta koji je djelovao s ciljem ukinuća ovrha. Smatrao je da je pravo na dom jedno od osnovnih ljudskih prava, sukladno čl. 34. Ustava Republike Hrvatske: „Dom je nepovrediv”. Ako su ovršitelji željeli oduzeti dom po nalogu banke, porezne uprave ili pravosuđa, a iscrpljene su sve ostale pravne mogućnosti, članovi stranke branili su domove pasivnim otporom.

## Povijest
Kao politička stranka Savez za promjene registrirana je 2. lipnja 2011. Spaja se s aktivističkom grupom Živi zid, koja je usko djelovala sa strankom, kolovoza 2014. i djeluje pod tim imenom. Dana 21. svibnja 2022. stranka ponovno mijenja ime u Ključ Hrvatske.
Nastao je iz sprječavanja nasilne deložacije obitelji Vukić u Zadru, 8. studenog 2012. Obitelj Vukić bila je deložirana zbog poreznog duga od 288 000 kn, no Interventna policija ju nije uspjela izvršiti zbog pasivnog otpora 24 aktivista Živog zida koji su svojim tijelima branili jedini dom Vukića. Privedeno je svih 24 aktivista udruge koji su dobili prekršajne prijave zbog ometanja ovršnog postupka.
Nakon Izbora za Europski parlament 2019. u kojima je Živi zid osvojio jedan mandat, Branimir Bunjac i Ivan Pernar napuštaju stranku zbog nemogućnosti dogovora o slanju zastupnika u Europski parlament te optužuju Vladimiru Palfi da samostalno vodi stranku.
Pred parlamentarne izbore 2024., stranka se faktički raspušta 7. ožujka 2024., spajanjem u stranku Pravo i pravda.
Dana 7. ožujka 2024. stranka se faktički udružila u novu političku stranku Pravo i pravda. Međutim, stranka formalno još nije raspuštena.

## Misija
Članovi stranke smatrali su da je uzrok mnogobrojnih deložacija u Hrvatskoj leži u nepravednom bankarski sustav za koji su smatrali da je temeljen na novcu kao dugu. Jedino rješenje protiv rastuće tendecije deložacija vidjeli su u implementaciji monetarne reforme, pri čemu su se zalagali za nekreditni novac.
Po objavi Vlade o skorom ulasku Hrvatske u eurozonu, Živi zid zatražio je raspisivanje referenduma o uvođenju eura. Predsjednik Živog zida Ivan Vilibor Sinčić ocijenio je da je uvođenje eura kao službene valute prevažno pitanje da bi se dozvolilo "korumpiranoj političkoj eliti da na svoju ruku uvede takve promjene". Živi zid se zalaže za jačanje instrumenata i alata koje omogućava kuna tj. HNB, da u HNB uđe revizija, promijeni Zakon o HNB-u i da se ta institucija reorganizira, ocijenivši da HNB nikada nije bila banka, nego da je radila na principu mjenjačnice.

## Izbori

### Predsjednički izbori 2014
Na predsjedničkim izborima 2014. Živi zid kandidira 24-godišnjeg Ivana Vilibora Sinčića.
Sinčić je isticao da glavni problemi hrvatskog društva i gospodarstva proizlaze iz destruktivnog djelovanja bankarskog sustava kojem je država prepustila monetarni suverenitet. Zahtijevao je poništenje pretvorbe i privatizacije, izmjenu ovršnog zakona, trenutačnu obustavu svih deložacija te povratak monetarnog suvereniteta Hrvatske. Za ostale političke stranke rekao je da su "ljudi iz istog legla" te da s njima nije moguće naći odgovore na izazove današnjice.
U prvom krugu predsjedničkih izbora održanom 28. prosinca 2014., Sinčić je bio treći po broju glasova, uz potporu 16,52 % glasova. Sinčić je izrazio zadovoljstvo rezultatima, smatrajući ih pobjedom za Živi zid te vjetar u leđa za sljedeće izbore za Hrvatski sabor.

### Parlamentarni izbori 2015.
Živi zid je na parlamentarnim izborima u Hrvatskoj 2015. dobio 94 808 glasova te je osvojio jedan mandat, koji je obnašao Ivan Vilibor Sinčić.

### Parlamentarni izbori 2020.
Na parlamentarne izbore Živi zid izlazi sa srodnim političkim strankama u koaliciji Dosta pljačke.

### Izborni rezultati
| izbori | u koaliciji sa | broj birača        | %                  | broj zastupnika u Saboru | promjena  | Dio Vlade? |
| izbori | u koaliciji sa | (cijela koalicija) | (cijela koalicija) | (samo ŽZ)                | (samo ŽZ) | (samo ŽZ)  |
| ------ | -------------- | ------------------ | ------------------ | ------------------------ | --------- | ---------- |
| 2011.  | A HSS          | 15 539             | 0,66               | 0 / 151                  | ▬         | oporba     |
| 2015.  |                | 94 877             | 4,24               | 1 / 151                  | 1         | oporba     |
| 2016.  | Jedina opcija  | 117 208            | 6,23               | 5 / 151                  | 4         | oporba     |
| 2020.  | Dosta pljačke  | 30 722             | 1,84               | 0 / 151                  | ▼ 5       | oporba     |

| izbori | kandidat            | prvi krug    | prvi krug  | drugi krug   | drugi krug | ishod |
| izbori | kandidat            | broj glasova | %          | broj glasova | %          | ishod |
| ------ | ------------------- | ------------ | ---------- | ------------ | ---------- | ----- |
| 2015.  | Ivan Vilibor Sinčić | 293 570      | 16,42 (3.) |              |            | poraz |
| 2020.  | Mislav Kolakušić    | 111 916      | 5,88 (4.)  |              |            | poraz |

| izbori | u koaliciji sa | broj birača        | %                  | broj zastupnika u EP-u | promjena  |
| izbori | u koaliciji sa | (cijela koalicija) | (cijela koalicija) | (samo ŽZ)              | (samo ŽZ) |
| ------ | -------------- | ------------------ | ------------------ | ---------------------- | --------- |
| 2013.  | ASH-DSŽ-SUH    | 6391               | 0,86               | 0 / 12                 | ▬         |
| 2014.  |                | 4313               | 0,47               | 0 / 11                 | ▬         |
| 2019.  |                | 60 847             | 5,66               | 1 / 12                 | 1         |

DIP

## Vanjske poveznice
- Službena stranica stranke Živi zid  Arhivirana inačica izvorne stranice od 22. kolovoza 2013. (Wayback Machine)
- Facebook stranica stranke Živi zid
- Politički program Živog zida/  Arhivirana inačica izvorne stranice od 25. lipnja 2016. (Wayback Machine)
- Youtube kanal Živog zida
- zivizid.wordpress.com – Arhiva